# روپرت وینرایت
روپرت وینرایت (انگلیسی: Rupert Wainwright؛ زادهٔ ۳۰ نوامبر ۱۹۶۱) کارگردان تلویزیونی، هنرپیشه، فیلم‌نامه‌نویس، و کارگردان فیلم اهل بریتانیا است.
از فیلم‌ها یا برنامه‌های تلویزیونی که وی در آن نقش داشته‌است می‌توان به کشور دیگر اشاره کرد. از دیگر فعالیت‌های او ساخت ویدئو کلیپ برای هنرمندانی هم چون ام‌سی همر، ان.دابلیو.ای و مایکل جکسون است.